# Lisasta guska
Lisasta guska (Anser albifrons) je vrsta guske u srodstvu s malom guskom (A. erythropus).

## Opis
Lisaste guske su duge 65-78 cm s rasponom krila od 130-165 cm. Imaju svijetlonarančaste noge. Manja je od sive guske. Osim što je veća od male guske, lisasta guska nema žuti prsten oko oka. 
Obje te vrste imaju veoma upadljivo bijelo lice i istaknute crne pruge po stomaku.

## Podvrste, rasprostranjenost i status zaštite
Lisasta guska se dijeli na pet podvrsta. Podvrsta A. a. albifrons se razmnožava na dalekom sjeveru Europe i Azije, a zimuje južnije i zapadnije u Europi. Na dalekom istoku Sibira pa do arktičke Kanade zamjenjuje je A. a. frontalis, neznatno veća s dužim kljunom. Zimuje u SAD-u i Japanu.
Dvije druge podvrste ograničenog areala žive na sjeveru Sjeverne Amerike; A. a. gambeli u unutrašnjosti sjeverozapadne Kanade, zimuje na obalama Meksičkog zaljeva i A. a. elgasi na jugozapadu Aljaske, najveća od svih i s najdužim kljunom. Zimuje u Kaliforniji. Sve ove podvrste su slične boje i razlikuju se samo po veličini. 
A. a. flavirostris koja se razmnožava na zapadu Grenlanda je mnogo tamnija, samo s vrlo uskom bijelom linijom kod repa. Ima više crnih pruga na stomaku i obično ima narančast (a ne ružičast) kljun. Zimuje u Irskoj i na zapadu Škotske. 
Nedavna istraživanja su predložila da bi se grenlandska podvrsta trebala svrstati odvojeno od A. albifrons. Veoma interesantno je što je period brige o mladima veoma dug, čak nekoliko godina, a moguće je da i bake i djedovi vode brigu o mladima, što bi moglo biti jedinstveno za patkarice.
Ova vrsta se smatra najmanje ugroženom (lc) po IUCN-u.

## Drugi projekti
|  | Zajednički poslužitelj ima još gradiva o temi lisasta guska |
|  | Wikivrste imaju podatke o taksonu lisastoj gusci            |

## Galerija
- Anser albifrons
- Lisaste guske u letu
- Anser albifrons frontalis
- Na ledu
- Museum specimen